# That '70s Show
That '70s Show és un sitcom de la cadena nord-americana FOX. La sèrie es basa en el dia a dia d'un grup de sis amics adolescents de Point Place, un poble fictici localitzat a Wisconsin, durant la dècada del 1970 (en concret del 17 de maig de 1976 al 31 de desembre de 1979). El seu primer capítol es va estrenar a FOX el 23 d'agost de 1998 i el seu últim capítol, després de 8 temporades i 200 capítols, es va emetre el 18 de maig de 2006. Va ser una de les sèries més vistes en el seu temps entre joves de 15 i 20 anys i fins i tot adults.
That '70s Show va ser creada per Mark Brazil, Bonnie Turner i Terry Turner, creadors de 3rd Rock from the Sun i Wayne's World (Dos bojos amb sort a Catalunya) i va ser dirigida per David Trainer.
La història es desenvolupa al voltant del personatge de l'Eric Forman —Topher Grace— i els seus amics; Michael Kelso —Ashton Kutcher—, Steven Hyde —Danny Masterson—, Fez —Wilmer Valderrama—, Jackie Burkhart —Mila Kunis— i Donna Pinciotti —Laura Prepon. Narra les seves vides durant l'època d'institut i un cop acabat, alguns anys posteriors. Els personatges adults del sitcom són Kitty Forman —Debra Jo Rupp—, Red Forman —Kurtwood Smith— i Bob Pinciotti —Don Stark.
La cançó dels crèdits inicials és una versió de Cheap Trick de la cançó «In The Street» del grup Big Star, format per Chilton i Chris Bell. Inicialment la canta Todd Griffin, però en començar la segona temporada, és interpretada per Cheap Trick.

## Argument
Com es defineix la rutina de sis amics adolescents de Wisconsin durant els anys setanta? Per a l'Eric Forman, la seva xicota Donna i els seus amics Kelso, Hyde, Fez i Jackie, tot és important. Aquest grup tenen una rutina que va des d'escoltar, ballar i criticar la música disco, vestir-se amb texans de campana i roba amb estampats, a part de tenir sexe “sense sentir-se malament” i passar temps en el soterrani de l'Eric fumant marihuana, amb grans dosis d'humor, sarcasme i acidesa.

## Personatges

### Joves
Eric Forman —Topher Grace.

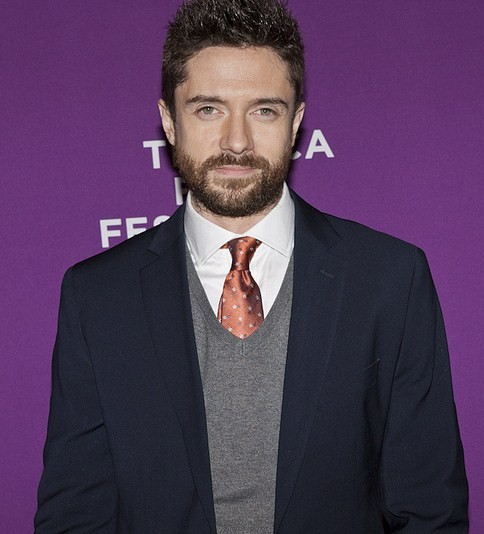
Topher Grace —Eric a That '70s Show.

Topher Grace interpreta a l'Eric Forman (temporades 1-7; convidat especial de la temporada 8): L'Eric es un noi simpàtic, friqui (obsesionat amb La guerra de les galàxies i els cómics), amb un humor sec, físicament prim i maldestre. El personatge està basat en l'adolescencia del creador Mark Brazil. Gran part del sitcom té lloc al soterrani de casa els Forman on, en diverses ocasions, els sis amics fumen marihuana. Durant les 7 primeres temporades l'Eric manté una relació amorosa amb la seva veïna de tota la vida Donna Pinciotti.
Té un pare estricte que és veterà de la Guerra de Corea, el Red Forman. Una mare -Kitty Forman- amb ansietat i menopausa que el cuida com un nen petit. La seva família acaba amb la seva germana promíscua -Laurie Forman-. El seu millor amic, l'Steven Hyde, es considera part de la familia quan pasa a viure a casa seva, convertint-se en un germà per l'Eric.
Un cop acaba l'institut i després d'un any sense fer res decideix fer-se professor i al final de la temporada 7 marxa a exercir-ne a Àfrica. A l'últim episodi de la sèrie torna a aparèixer.
Michael Kelso —Ashton Kutcher.

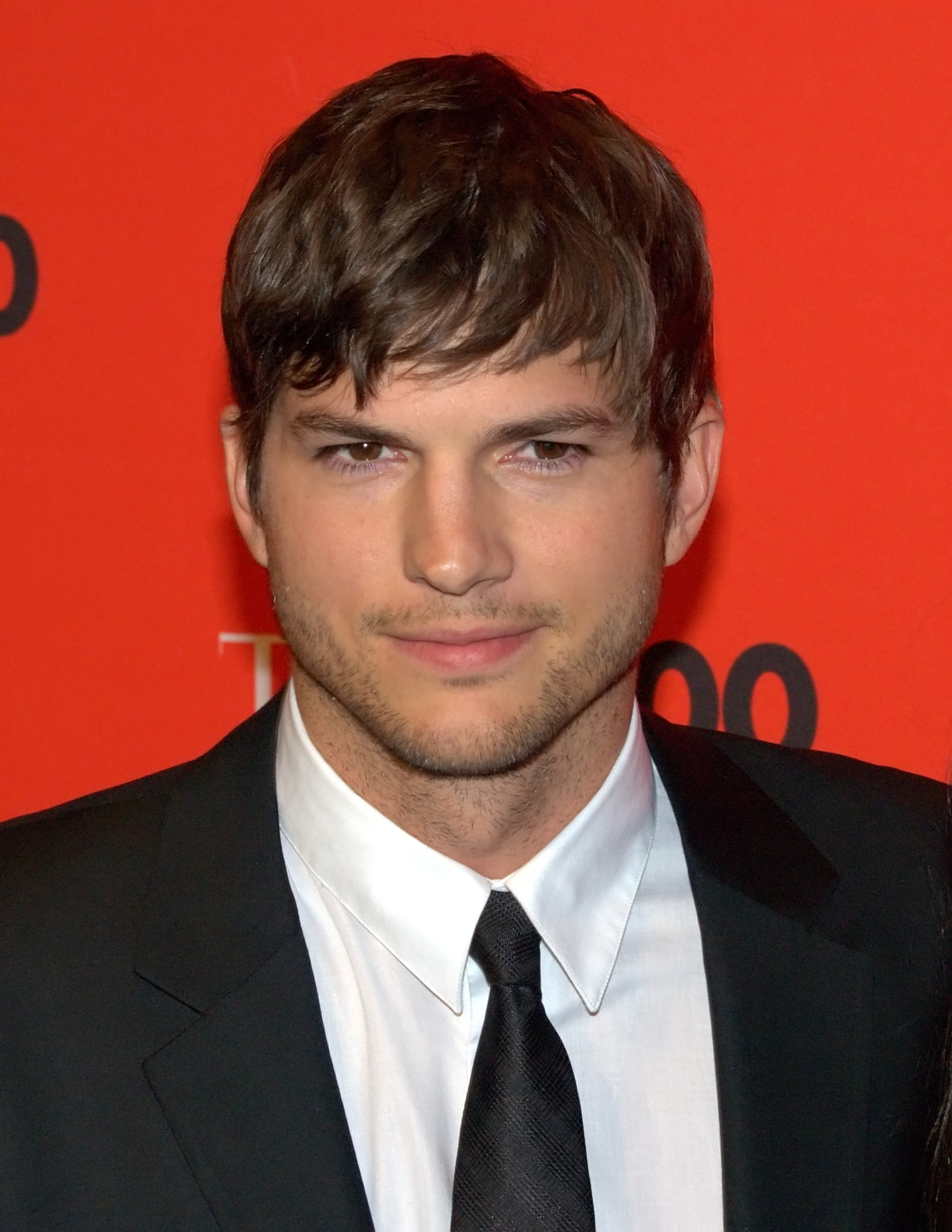
Ashton Kutcher —Kelso a That '70s Show

Giovani Michael Kelso es interpretat per Ashton Kutcher (temporades 1-7, convidat especial a principis i al final de la temporada 8): En Michael a qui tothom anomena Kelso es un noi físicament alt, prim, amb el cabell llarg. És el guapo del grup, amb un carácter ingénu, infantil, immadur i fins i tot estúpid que interpreta la vida a través de l'aparença i els estereotips sexualitzats. Pasa la major part de la sèrie en una relació mútuament tòxica amb la Jackie Burkhart, amb qui, un cop tallen pels enganys d'ell, segueix obsessionat. Malgrat la seva estupidesa, demostra maduresa en diverses ocasions.
A finals de la sèrie el Kelso trenca de cop amb l'asolescència quan deixa a una noia embaraçada i es muda amb en Fez a un pis per poder tenir cura de la seva filla —Betsy. Més tard, a la vuitena temporada decideix traslladar-se a Chicago on viu la mare de la seva filla -Brooke- i la seva filla.
Steven Hyde —Danny Masterson.

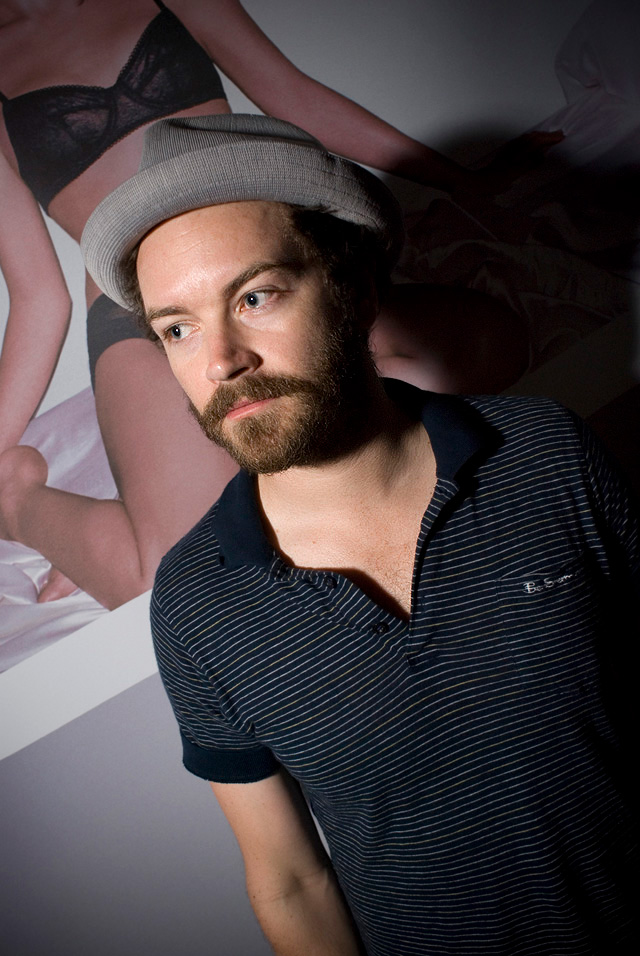
Danny Masterson — Hyde en That '70s Show

El Steven Hyde es interpretat per en Danny Masterson (totes les temporades): és el millor amic de l'Eric i l'antisistema del grup. Al final de la primera temporada els Forman l'"adopten" després de ser abandonat per la seva mare, convertint-se gairebé en el germà d'Eric. En Hyde té un humor sarcàstic. Tot i que és rebel, també és intel·ligent, i els seus amics el consideren un gran conseller.
Durant tres temporades en Hyde surt amb la Jackie, però al primer episodi de la vuitena temporada, quan han tallat i ho estan intentant solucionar s'entera que a Las Vegas es va casar amb una ballarina exòtica anomenada Samantha. Sorprenent a tots, el Hyde es manté casat amb la Sam fins que descobreix que ella ja estava casada i per tant, el seu matrímoni no es legal.
Pel que fa a la seva família, a la temporada 3 podem veure al suposat pare d'en Hyde, tot i que a la setena temporada, ens enterem que aquell no era el seu pare biològic, i que realment, aquest és en William Barnett —Tim Reid—, un home de negocis afroamericà i que també té una germana. Barnett, que porta una cadena de botigues de discos, li dona el lloc de gerent i després de propietari de la tenda a Point Place.
Donna Pinciotti —Laura Prepon.

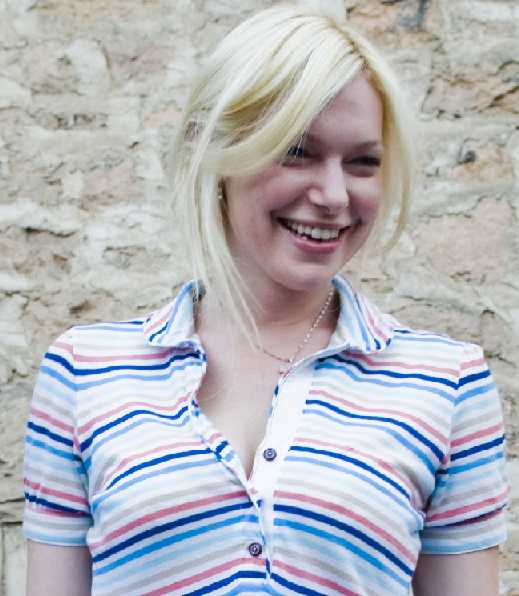
Laura Prepon - Donna a That '70s Show.

La Donna Pinciotti es interpretada per la Laura Prepon (totes les temporades): és la novia de l'Eric Forman i amb el temps la millor amiga de la Jackie.
Filla del Bob Pinciotti, amo d'una botiga d'articles per a la llar, i Midge Pinciotti mestressa de casa inconformista. A principis de la sèrie presenten a la seva germana menor, de 14 anys, Tina —interpretada per Amanda Fuller—, apareix en un episodi però mai torna a aparèixer ni se'n torna a parlar -eludint una menció a la segona temporada. També s'esmenta un cop una germana gran, la Valerie. Després es parla de la Donna com a filla única durant tota la resta de la sèrie.
És intel·ligent i enginyosa, amb ideals feministes. Exterorment es segura i ferma però assumptes personals com el divorci dels seus pares, i el seu aspecte que la Jackie contínuament defineix com masculí la porten a sentir-se insegura en alguns moments. Es distingeix per ser la més madura del grup. Un punt a destacar de la sèrie és quan l'Eric i la Donna es comprometen però l'Eric la deixa abandonada a l'altar. Tot i això els dos tornen a estar junts fins a finals de la temporada 7. A principis de la temporada 8, com que l'Eric és a l'Àfrica trenquen la relació i la Donna surt amb un altre noi, en Randy (membre del grup durant gran part de la temporada 8 - interpretat per Josh Meyers -) però a l'últim episodi, quan l'Eric torna, es fan un petó.
Jackie Burkhart —Mila Kunis.

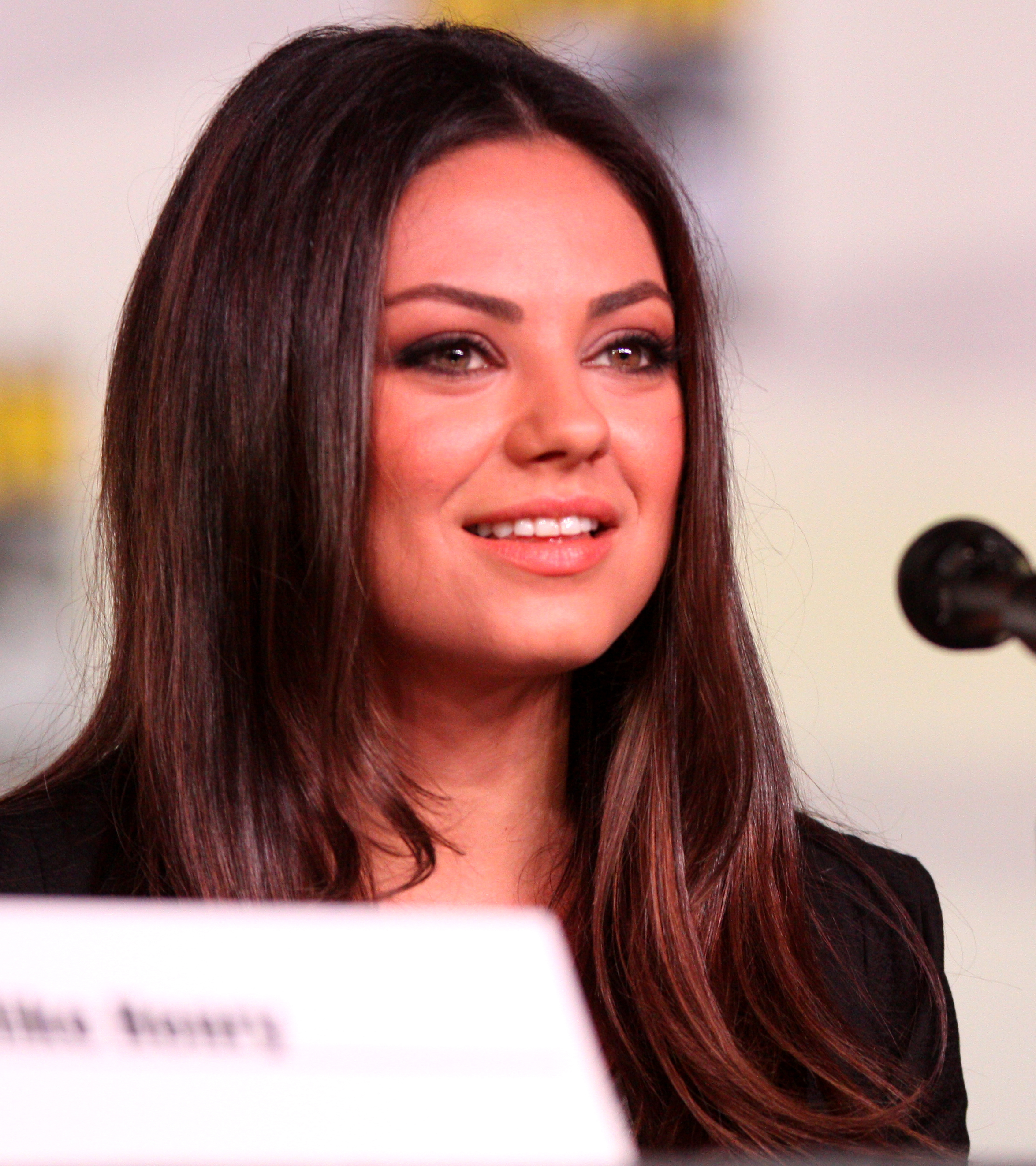
Mila Kunis en el Còmic Amb de 2012. Interpreta a Jackie a That '70s Show.

Jacqueline Beulah Burkhart es interpretada per Mila Kunis (totes les temporades): és la millor amiga de la Donna i es presenta a la sèrie com la novia d'en Kelso. Més tard surt durant 3 temporades amb en Hyde i als últims episodis comença una relació amb el Fez.
La Jackie és la més jove del grup d'amics. Al sitcom, el seu personatge es presenta com la novia de Michael Kelso; una nena rica, popular, guapa, creguda, inmadura i majoritàriament irritant. Li agrada donar consells que sovint sonen irreflexius i superficials, encara que de vegades resulten coherents. Mai l'han convidada a formar part del grup d'amics però amb el temps s'hi fa un lloc.
Al curs de la sèrie la Jackie madura i, sobretot a partir de la relació amb en Hyde se la comença a percebre com una més del grup.
Fez —Wilmer Valderrama.

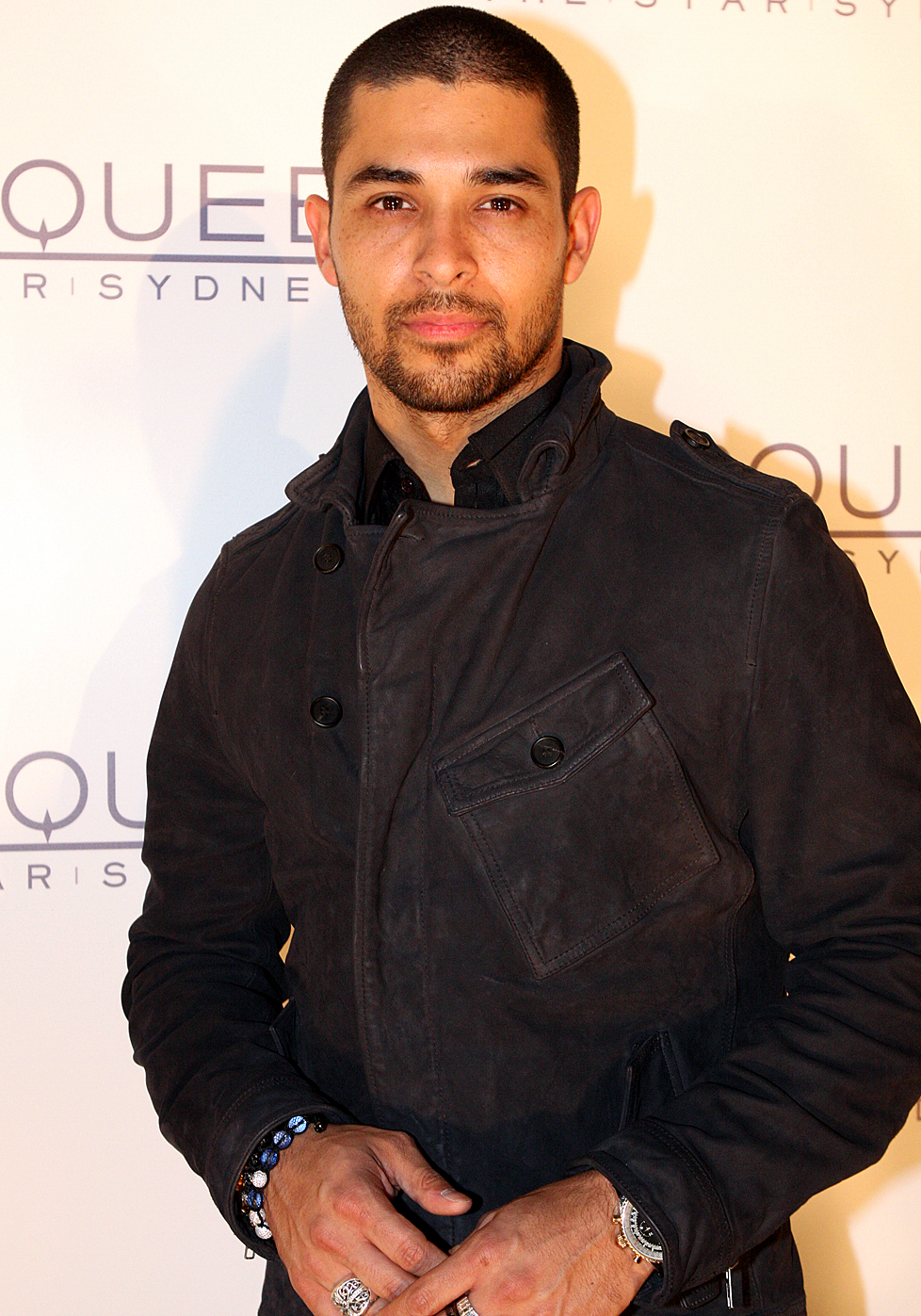
Wilmer Valderrama interpreta a Fez (Foreing Exchange (Z)Student -Estudiant d'intercanvi) a That '70s Show.

Fez es interpretat per l'actor veneçolà-nord-americà Wilmer Valderrama (totes les temporades): el seu nom «Fez» és l'abreviatura de «foreign exchange student» —estudiant d'intercanvi— malgrat la diferència ortogràfica, el FAQ de la pàgina web oficial ho descriu com a llicència poètica. Els seus amics saben el seu veritable nom, però consideren que és impronunciable. El pare de l'Eric, el Red l'anomena amb tots els noms de gent estrangera que coneix, per exemple Hadji, Anwar, Sabu, Ali Bava, Pelé, Ahmad, Stalin, Tutankamon, etc. En l'episodi 1x10 «Sunday Bloody Sunday», l'àvia d'Eric l'anomenaDesi.
El Fez és un noi estranger que ningú sap d'on és, amb un accent molt marcat i obsessionat amb els dolços, el sexe i les noies. Des del principi de la sèrie es mostra interessat per la Jackie, qui no li fa cas fins a finals de la última temporada de la sèrie on reconeix que ell és el seu home ideal i que n'està enamorada.
Randy Pearson —Josh Meyers.
Randy Pearson es interpretat per Josh Meyers (temporada 8): el Randy s'incropora a la sèrie quan el Hyde el contracta a la seva tenda de discos. En poc temps es converteix en un nou membre del grup d'amics. Es presenta com un noi gentil, educat i un home al que les dones agrada. El Hyde, la Jackie, la Donna i el Kelso l'accepten com a nou membre del grup, però el Fez no. La Donna i el Randy surten junts durant pràcticament tota la temporada però ella al final el deixa per anar a la universitat, encara que a l'últim episodi veiem com quan l'Eric torna la ells dos es fan un petó. Forma una amistat amb en Red després de mostrar-li què té bona traça reparant coses.
Laurie Formen —Lisa Robin Kelly i Christina Moore.
Laurie Forman es interpretada per Lisa Robin Kelly encara que al començament de la sisena temporada és interpretada per Christina Moore. És la germana gran de l'Eric. La Laurie és una noia promíscua, vista sovint amb diferents homes, des del seu professor de psicologia de la universitat fins a l'amic d'Eric, Michael Kelso, amb qui va enganyar a la seva xicota Jackie Burkhart. En un moment donat es casa amb el Fez perque aquest pugui obtenir la nacionalitat americana. En general, cap dels memebres del grup, incloent-hi l'Eric, la soporta. El Red la tracta com si fos la filla ideal mentres que a la Kitty la té preocupada.

### Adults
Kitty Formen —Debra Jo Rupp.
Kitty Formen —de soltera Sigurdson— es interpretada per la Debra Jo Rupp. La Kitty és una infermera que presenta constantment signes d'ansietat. La seva afició principal és la beguda com els margarites o les copes de vi. Té un riure bastant estrident i peculiar que fa, sobretot, quan se sent incòmode—un accident de Debra Jo Rupp— i una afició pel ball. La Kitty és, en molts aspectes, la típica esposa i mare dels anys 70, posant a la seva família en primer lloc i sempre tractant de resoldre els conflictes de casa. Dins al grup d'amics actúa com la mare adoptiva, i és una font de consol i consell per tots.
Red Forman —Kurtwood Smith.

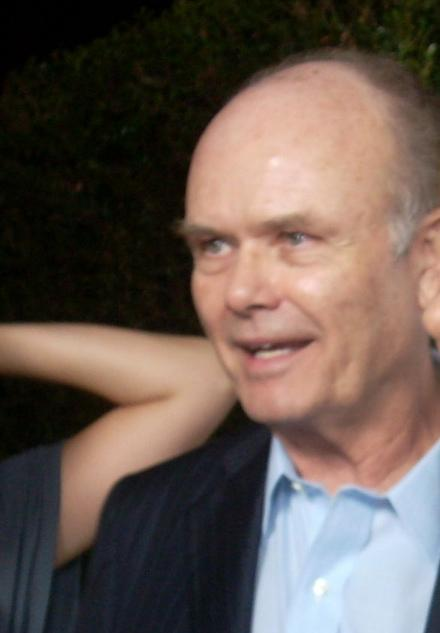
Kurtwood Smith és en Red Forman a That '70s Show.

En Red Forman es interpretat per Kurtwood Smith. És el pare de l'Eric Forman, un exmilitar en la Guerra de Corea, un pare molt estricte i sempre amb l'objectiu de fastiguejar als amics del seu fill. Vol fer de l'Eric tot un home i per això el posa a prova constantment.
Les seves aficions no van més enlà de les tipiques aficions d'un marit dels anys 70; el treball amb eines elèctriques, beure cervesa, veure la televisió, sobretot esdeveniments esportius, llegir el diari, la caça i la pesca. En general, Red gaudeix de la solitud i no li importa tenir pocs amics. Amb la Kitty i, a vegades, el Bob, en té prou.
Les seves vivències a la Guerra de Corea son un tema constant que en Red utilitza al seu diàleg diàri.
Midge Pinciotti —Tanya Roberts.

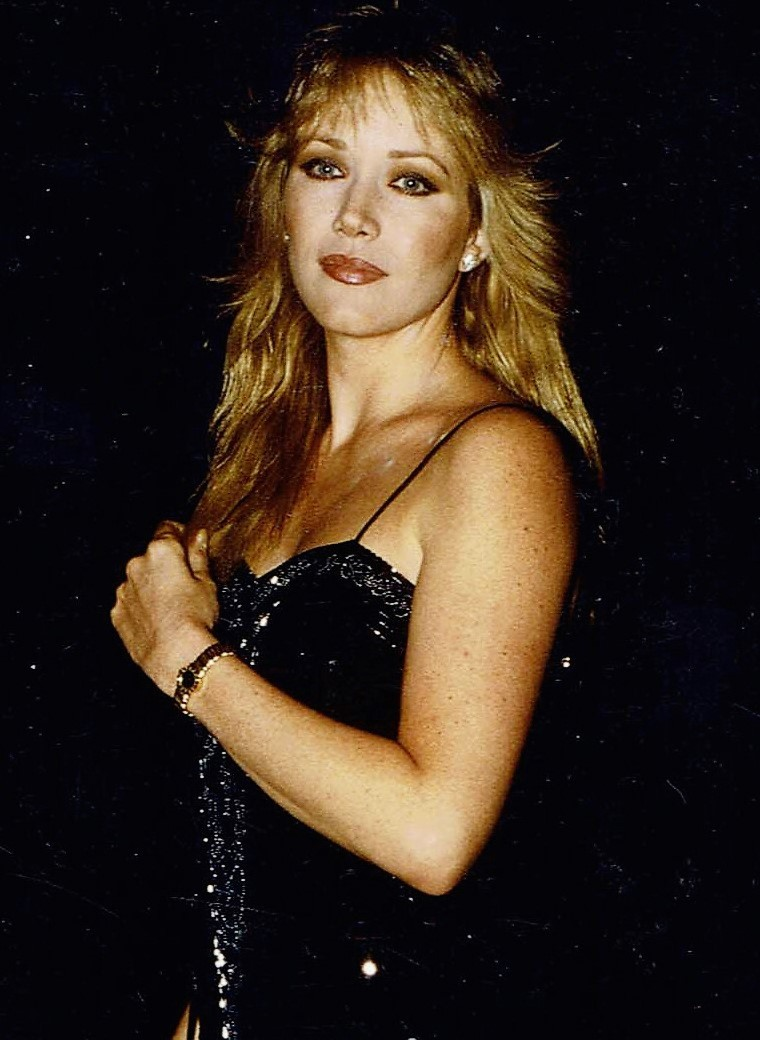
Tanya Roberts interpreta a Midget a That '70s Show.

La Midge Pinciotti es interpretada per la Tanya Roberts. És la dona del Bob, la mare de la Donna, i la millor amiga de la Kitty. La Midge és la mare sexy sobre la qual tots els nois de la colla fantasien. Al curs de la sèrie va aprenent i adoptant els ideals feministes, fet que la porta a divorciar-se del Bob a la tercera temporada. Torna durant la sisena i setena temporada en un paper recurrent on ella i Bob gairebé tornen a estar junts.
Bob Pinciotti —Don Stark.
El Bob Pinciotti es interpretat pel Don Stark. És el marit de la Midge i el pare de la Donna. El Bob va formar part de laGuàrdia Nacional, fet que irrita a Red. És conegut per caminar pel voltant de casa seva amb el barnús obert i sense roba interior. Menja constantment, fins i tot en el llit. Està gairebé sempre de bon humor i li agraden les dones.
Pam Burkhart —Brooke Shields.

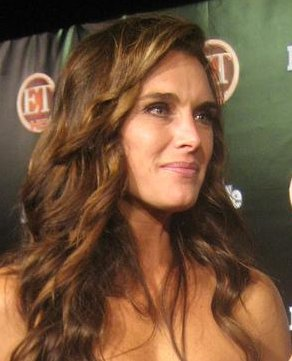
Brook Shields interpreta a Pam a That '70s Show.

La mare de la Jackie; apareix a la sisena temporada i manté una relació amb el Bob Pinciotti.
Leo Chingkwake —Tommy Chong.

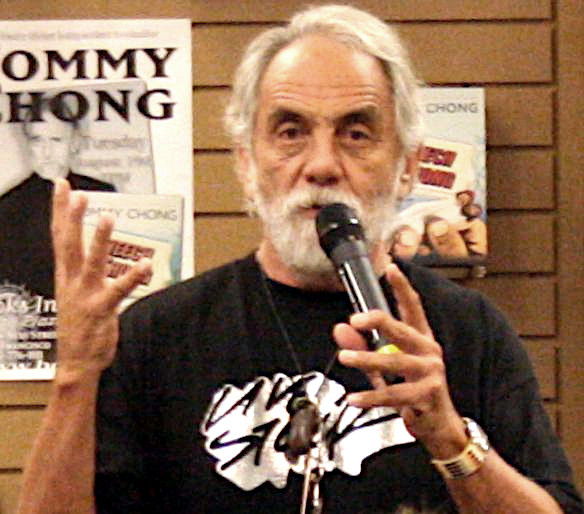
Tommy Chong interpreta a Leo a That '70s Show.

Tommy Chong interpreta a Leo Chingkwake. El Leo és un hippie. Entra a la sèrie quan el Hyde comença a treballar al seu Foto Hut. Més tard s'explica que és un veterà de la guerra, com en Red. Té una actitud bastant despreocupada sobre tot i va sempre fumat. Desapareix de la sèrie a la temporada 4 i torna a aparèixer a la temporada 7. A la temporada 8 treballa pel Hyde a la botiga de discos que ell té.
Abans que el Hyde conegui al seu pare biològic, en Leo i en Red es converteixen en la seva figura paterna.

## Avanç del temps en la sèrie
Els creadors de la sèrie volien donar al sitcom un aire que representes la dècada de 1970 de la forma més realista possible, per aquesta raò van decidir situar la sèrie al final de la decàda (al 1976 concretament), quan les tendències i les idees polítiques s'havien establert fermament en la societat americana. D'aquesta manera també podem veure com els personatges reaccionen a fenòmens socials com el creixement del feminisme i la igualtat de drets, la revolució sexual, la crisi del petroli de 1973, la presidència de Richard Nixon i Gerald Ford, etc. Un fet destacat de l'any 1977 que afecta molt a l'Eric Forman és l'estrena de La guerra de les galàxies.
Els episodis de les dues primers temporades s'inicien mostrant la temporada/mes i any - exemple: Juny de 1977-. Però a partir de la tercera temporada s'abandona i només s'utilitza en alguns episodis on és important com a l'ùltim episodi on posa «31 de desembre, 1979 10.45 a. m.» A les matrícules del Vista Cruiser (el cotxe de l'Eric) es pot veure en quin any es troba ambientat l'episodi en concret. Als crèdits finals de l'episodi final la matrícula mostra l'any 1980, ja que la sèrie acaba amb la celebració de cap d'any del canvi de decàda.
La durada inesperada de la sèrie —va ser l'única sèrie estrenada el 1998 a FOX que va sobreviure a les cancel·lacions— va obligar a una desaccelaració en la «temporalitat» de la sèrie, ja que la primera temporada ja acabava ambientada al 1977. En fer molts més episodis dels esperats ambientats a l'institut, va provocar que quan es graduaren pràcticament tots els actors es trobessin realment al voltant dels 20 anys, tret de Mila Kunis, que no arribava als 20.

## Elements característics de la sèrie

### Point Place
Point Place es una ciutat suburbana de Green Bay, localitzada a Wisconsin, on viuen els personatges de That ‘70s Show. El fet que la pàgina oficial del comèdia de situació la defineixi com un suburbi de Green Bay contradeix el fet que en diversos episodis els personatges puguin viatjar en poques hores de la ciutat a Chicago o treballin a empreses localitzades a Kenosha (Kenosha es troba a 155 milles, o 249 quilòmetres, de Green Bay).
El nom del poble es va escollir perquè el co-creador Bonnie Turner és de Toledo (Ohio), on hi ha una secció de la ciutat que s'anomena Point Place.

### Els anys 70
Un dels fets que va fer que es reconegués la sèrie va ser la retrospectiva que va oferir d'una dècada plena de política, esdeveniments, tecnologia i fites que han arribat fins a l'actualitat. El sitcom aborda importants fets socials de l'època; com el feminisme, la sexualitat, els conflictes generacionals, les actituds i la reacció a la Gran Generació i la seva influència, les dificultats econòmiques, la desconfiança del govern americà entre els treballadors, els adolescents, l'ús de les drogues, l'evolució de la tecnologia i l'entreteniment (la TV i els videojocs).
A partir de la segona temporada, el tema canvia radicalment i els esdeveniments dels 70 ja no tenen una repercussió tant important en la trama de la sèrie. A poc a poc la dècada passa de ser el tema principal a convertir-se simplement en un teló de fons.
També apareixen en el sitcom actors convidats de sèries de televisió dels anys setanta, com Mary Tyler Moore (The Mary Tyler Moore Show); Valerie Harper (Rhoda and The Mary Tyler Moore Show); Tim Reid i Howard Hesseman (WKRP in Cincinnati); Eve Plumb, Barry Williams i Christopher Knight (The Brady Bunch); Tom Bosley i Marion Ross (Happy Days); Monty Hall (Let's Make A Deal); Gavin MacLeod (The Love Boat); i Danny Bonaduce (The Partridge Family). o Ken Shamrock i Dwayne Johnson de la World Wrestling Entertainment.
A partir de la cinquena temporada, cada episodi es anomenat amb una cançó d'una banda de rock famosa dels 70: Led Zeppelin (cinquena temporada), The Who (sisena temporada), The Rolling Stones (setena temporada), i Queen, excepte a l'últim (vuitena i última temporada).

### Pantalles dividides
Una de les escenes característiques de la sèrie consisteix a una panatalla dividida horitzontalment en la qual quatre personatges tenen una conversa similar en parelles, a la part de dalt hi ha 2 personatges i a la de sota els altres 2. En general, aquestes escenes donen consells per a la solució d'un problema que tenen un dels personatges de la part superior de la pantalla amb un dels personatges de la part inferior. S'utilitza sovint quan una de les parelles de la sèrie es baralla i demana consell a una altra parella, sobretot als pares de l'Eric (la Kitty i el Red).
La pantalla dividida és rarament utilitzada en les temporades finals.

### Significat dels somnis
That ‘70s Show inclou elements surrealistes com elaborades seqüències de somnis que els diferents personatges tenen. Alguns d'aquests somnis inclouen referències o paròdies a les modes i les pel·lícules de l'època, com La guerra de les galaxies, Rocky o Grease.
En alguns casos, el personatge que té el “somni” el narra, o s'entén que ho ha fet. Al principi de la sèrie podem veure somnis on qui explica el somni posa veu als personatges que hi apareixen com al primer episodi «That's '70s pilot» on els nois imaginen una festa dels seus pares i ells mateixos els posen la veu, però com més avança la sèrie, aquestes escenes van sent suprimides. També hi ha casos on un dels personatges té un somni i sembla que els espectadors el veurem però després no ho fem.
En l'episodi número 100, «That '70 musical», totes les escenes en què els personatges apareixen cantant són seqüències de somni d'en Fez.

### El cercle
És, en general, tenen lloc al soterrani de l'Eric Forman. El grup d'amics seuen en cercle i mantenen una conversa. La càmera gira lentament de personatge en personatge formant el cercle i cada un d'ells parla uns segons o reacciona amb algun moviment o gest de sorpresa. Normalment s'utilitza per transmetre a l'audiència que el grup es troba sota la influència de la marihuana, ja que ambienten el cercle amb fum.
Per a evitar problemes, els productors van decidir no mostrar ni visual ni verbalment la marihuana. De tota manera, a l'episodi “Bye-bye basement” Theo -el cosí del Leo- es refereix a la droga com a “herba”.
De tota manera, per evitar la confusió de l'espectador, els productors van decidir mostrar que els personatges estaven sota la influència de les drogues mitjançant esccenes on, per exemple l'Eric es troba a la cuina escoltant als seus pares i veiem de forma subjectiva - punt de vista de l'Eric - com les parets es mouen o els seus pares es veuen deformats.

### El casc estúpid
Un altre element característic de la sèrie és el «casc estúpid». El casc estúpid és un nucli antic dels Green Bay Packers que els personatges han d'utilitzar quan fan alguna cosa considerada ximple per la resta de la colla. El personatge que més utilitza el casc és en Kelso.

### La torre d'aigua
Un dels espais més destacats de la sèrie, a part del soterrani dels Forman és la torre d'aigua. Totes les escenes gravades a dalt la torre de l'aigua acaben amb, almenys, un dels personatges avall - en general en Kelso. Al final de la setena temporada apareix un nou personatge, el Charlie. A principis de la vuitena temporada l'audiència és informada que el Charlie va caure de la torre de l'aigua i va morir, i que ara s'anomena la “Torre del Charlie” en la seva memòria. A l'últim episodi de l'última temporada en Kelso torna a caure de la torre després de dir que «ningú s'ha mort per caure de la torre d'aigua». En total ell cau de la torre 11 cops i mai es fa res greu. Cau cada curs d'institut.

### El Oldsmobile Vista Cruiser
En molts dels episodis de la sèrie els nois i l'Eric apareixen al costat o dins de l'Aztec Gold del 1969 de l'Eric, un Oldsmobile Vista Cruiser que el Red li dona a l'Eric al primer episodi de la primera temporada. Durant les set primeres temporades de la sèrie, als crèdits d'inici de la sèrie es podien veure a tots els personatges principals cantant dins el cotxe.
Aquest cotxe en particular el va adquirir Wilmer Valderrama quan la sèrie va acabar, comprant-lo a Carsey-Warner per $500 dòlars USD.
L'agost de 2009, el Vista Cruiser va ser anomenat el tercer millor cotxe de televisió per MNS Actuacions.

### Els canvis d'escena
Els canvis d'escena (també coneguts com a "transicions" o "topalls") presenten als personatges fent alguna cosa amb un fons estampat o psicodèlic, o llum de lava com a fons. Avegades es tracta del personatge fent veure que s'està enmirallant. Aquestes transicions sempre presenten als personatges que apareixerant a la propera escena o a un personatge que va estar només en l'escena anterior. Durant totes les temporades podem veure canvis d'escena nous o anteriors, encara que aquests trenquin amb el raccord com quan la Donna té el cabell ros però a la transició encara el porta pelroig. Per a la vuitena temporada de la sèrie, van ser creades noves transicions per adaptar-se als canvis: el cabell de la Donna, el Leo com a personatge regular, i el Randy.
A la primera temporada aquestes escenes eren normalment imatges de personalitats típiques dels 70 movent només la boca com en un sketch de Conan O'Brien «Fake Celebrity Interviews» usant syncro-vox, normalment cridant a l'estil de la música rock, «Yeahhh!» o alguna cosa similar —per exemple, Farrah Fawcett dient «Yeahhh!» o Richard Nixon dient «Preparat per rockanrolear?».
A les primeres temporades també hi ha transicions més aviat abstractes d'objectes, com una flor rebotant i després explotant o llums de lava.
Les seqüències on apareixen els personatges ballant o saltant, o fins i tot fent gestos, són utilitzades generalment a partir de la tercera temporada.

### Frases recurrents
Una de les frases més recurrents de la sèrie la diu Red quan amenaça a l'Eric amb variacions de “donar-li una patada al cul” o “posar-li el peu al cul”.

#### Altres gags notables
- L'insult preferit d'en Red és “Idiota”. L'insult és adoptat per tota la colla i fins i tot de vegades per la Kitty. El Red és el personatge que regularment diu nous insults a elecció com "kettlehead" (que es refereix a Kelso).
- El país d'origen del Fez mai es revela. Avegades el Fez es troba a punt de dir d'on és, o almenys ho insinuen, però alguna cosa succeeix per evitar-ho.
- L'ús de la paraula "burn" –en català “Cremar”, usualment traduït com “deixar malament”–, es un terme utilitzat contiuament pels personatges quan a un dels seus amics els passa alguna cosa que el deixa malament. En molts casos ells mateixos provoquen el malestar del seu company. Segons en Kelso, un bon “burn” consta de dos elements: que no ho vegis venir i que faci molt mal.
- El Fez utilitzant la frase "Bon dia” seguit d'un altre personatge dient “però Fez…” a on ell, immediatament i interrompent diu “He dit bon dia” i marxa. En alguns casos les paraules varien, però la interacció és idèntica.

## Banda sonora: cançó
La sèrie comença, quasi sempre, amb el tema «In the Street». A la primera temporada, s'emetia la cançó original, la de Big Star, però des de la segona temporada fins al final de la sèrie la cançó de la capçalera és una versió anomenada «That '70s Song». Va ser gravada pel grup Cheap Trick.
La cançó sempre acaba amb algú dient «Hello Wisconsin!», a la primera temporada és el Steven Hyde, és a dir, l'actor Danny Masterson, a la segona temporada és la veu de Robin Zander, cantant de Cheap Trick. Per als episodis de Halloween, Nadal i el musical es van fer versions especials utilitzant un òrgan i campanes respectivament.

### Crèdits d'inici
Els crèdits d'obertura des de la temporada 1 a la 7 mostren als personatges principals de la sèrie al cotxe de l'Eric cantant la cançó. Al final es presenta una imatge de la matrícula de Wisconsin de l'estil de 1970 —lletres i números negres amb un fons groc— mostrant l'any en el qual l'episodi està ambientat a la cantonada inferior dreta.
Quan Topher Grace i Ashton Kutcher deixen la sèrie, els crèdits de la vuitena temporada mostren un primer pla dels actors cantant una línia de la cançó en El cercle. L'episodi final omet la major part de la seqüència d'obertura i al seu lloc només es mostra el tret de la placa.

## Vuitena temporada i final de la sèrie
El personatge de l'Eric Forman és eliminat de la sèrie al final de la setena temporada, ja que Topher Grace en aquest moment vol deixar d'interpretar aquest personatge per continuar amb la seva carrera a un altre producció. L'Ashton Kutcher també deixa la sèrie a principis de l'última temporada. Tommy Chong —qui reapareix al final de la setena temporada després d'una llarga absència— es converteix en un personatge regular de nou per omplir el buit de Kelso en el grup com a ximple, la Jackie i el Hyde es converteixen en els personatges centrals de la sèrie - la seva nova relació i treball —la Jackie amb el Fez i el Hyde amb la Samantha.
Originalment es volia utilitzar al Charlie com a nou Eric, interpretat per Brett Harrison, però el personatge és assassinat després que Harrison marxi a la sèrie The Loop com a personatge principal. Un nou personatge anomenat Randy Pearson, interpretat per Josh Meyers és introduït per omplir el buit de l'Eric però no és ben rebut pels fans i crítics. Un altre personatge nou, la Samantha, una stripper interpretada per Jud Tylor, va ser afegida com a esposa del Hyde durant nou episodis. Tant l'Eric com el Kelso tornen per a l'episodi final de la sèrie, encara que Grace no és acreditat.
La vuitena temporada és anunciada com l'última el 17 de gener de 2006, i l'últim episodi gravat un mes després, el 17 de febrer de 2006, estrenant-se a la televisió el 18 de maig de 2006.

## Emissió internacional
| País               | Televisió                                   | Notes | Títol                                          |
| ------------------ | ------------------------------------------- | --- | ---------------------------------------------- |
| Argentina          | Sony Entertainment Television. Sony Spin    | Subtitulat a l'espanyol | That 70´s Show                                 |
| Canadà             | VRAK.TV                                     | En francès | 70                                             |
| Canadà             | FOX, Global TV, CH                          | |                                                |
| Canadà             | Telemundo                                   | En espanyol |                                                |
| Regne Unit         | Trouble                                     | |                                                |
| Regne Unit         | Paramount Comedy                            | |                                                |
| Regne Unit         | Virgin 1                                    | |                                                |
| Regne Unit         | MTV One                                     | |                                                |
| Regne Unit         | Bravo 2                                     | |                                                |
| Regne Unit         | VH1                                         | |                                                |
| Regne Unit         | Channel 5                                   | |                                                |
| Irlanda            | RTÉ Two                                     | |                                                |
| Irlanda            | Channel 6                                   | |                                                |
| Espanya            | Paramount Comedy                            | | Aquellos maravillosos 70                       |
| Espanya            | Neox                                        | | Aquellos maravillosos 70                       |
| Espanya            | Localia                                     | | Aquellos maravillosos 70                       |
| Filipines          | Associated Broadcasting Company, Jack TV    | Encara que ABC 5 —ara TV5— va emetre la Temporada 1 a l'aire al 2002 —no en ordre—, Jack TV va prendre la iniciativa i va començar a emetre les vuit temporades al 2006. |                                                |
| Polònia            | Polsat                                      | | Różowe llauna siedemdziesiąet —Pink '70s years |
| Països Baixos      | Comedy Central                              | |                                                |
| Dinamarca          | TV2 Zulu                                    | | Dengang i 70'erne                              |
| Noruega            | TV2                                         | | That 70's Show                                 |
| Romania            | Naţional TV                                 | | www.rebelii.70                                 |
| Austràlia          | Seven Network                               | |                                                |
| Austràlia          | 111 Hits                                    | |                                                |
| Mèxic              | Televisa Canal 5, Animax, Televisa Regional | | El Show de los 70                              |
| Brasil             | Rede 21                                     | |                                                |
| Brasil             | Rede Bandeirantes                           | |                                                |
| Macedònia del Nord | Sitel                                       | |                                                |
| Estònia            | ETV                                         | | Kuumad seitsmekümnendad —The Hot '70           |
| Finlàndia          | Nelonen                                     | | 70's Show                                      |
| Nova Zelanda       | TV 2                                        | |                                                |
| Nova Zelanda       | TV3                                         | |                                                |
| Nova Zelanda       | the BOX                                     | |                                                |
| Bèlgica            | 2BE                                         | |                                                |
| França             | France 2                                    | |                                                |
| França             | Comédie!                                    | |                                                |
| França             | NRJ12                                       | |                                                |
| Alemanya           | Kabel 1, RTL                                | Les dues últimes temporades no van estar a l'aire fins a l'agost de 2008.                                                                                                | Die wilden Siebziger —Those Wild '70           |
| Suècia             | TV4                                         | | That 70's Show                                 |
| Sèrbia             | B92                                         | | Vesele sedamdesete                             |
| Eslovènia          | Kanal A                                     | | Oh, ta sedemdeseta —Oh, That 70                |
| Eslovàquia         | Markíza                                     | en eslovac. | Tie roky 70                                    |
| Montenegro         | Atles TV                                    | |                                                |
| Croàcia            | Nova TV                                     | | Lude sedamdesete —Crazy 70                     |
| Bulgària           | GTV                                         | Estrenada al 2008. Doblat en búlgar. | Шеметни години —Dizzy Years                    |
| Turquia            | TV8, ComedySmart                            | |                                                |
| Colòmbia           | Teleantioquia Canal Cabdal                  | Versió doblada a l'espanyol | That '70s Show                                 |
| Panamà             | TVO- Canal 21                               | | That '70s Show                                 |
| Perú               | Freqüència Llatina, Animax                  | Subtitulat en espanyol | That '70s Show                                 |
| Israel             | Hot 3, Star World, HOT VOD, Bip             | | מופע שנות השבעים —The '70s Show                |
| Portugal           | TVI                                         | |                                                |
| Bòsnia Hercegovina | OBN                                         | | Lude 70 —Crazy 70                              |
| Veneçuela          | Televen                                     | | El Show de los 70                              |
| Tailàndia          | True Sèries, Star World                     | | That '70s Show                                 |
| Pakistan           | Star World                                  | | That '70s Show                                 |
| Sud-àfrica         | M-net                                       | | That '70s Show                                 |
| Índia              | Star World                                  | | That '70s Show                                 |
| Itàlia             | Cosina TV                                   | |                                                |

## Emissió en canals locals
Als EUA la sèrie s'emet per diversos canals de cable locals, inclòs ABC Family, TeenNick, i MTV, juntament amb filials locals de Fox, The CW i MyNetworkTV.

## Versions en altres països
| País       | Nom              | Estrena      | Final         | Canal | Episodis | Notes |
| ---------- | ---------------- | ------------ | ------------- | ----- | -------- | --- |
| Regne Unit | Days Like These  | 1999         |               | ITV   | 13       | Cancel·lat per baixa audiència. El guió era pràcticament el mateix, només alguns canvis pel que fa a referències culturals. |
| Xile       | Mis años grossos | Març de 2009 | Abril de 2009 |       |          | Ambientada a Xile a la fi dels anys 80, es va cancel·lar sobtadament després d'un mes i mig a l'aire, ja que al poc temps l'actor Gonzalo Olave, qui personifica a Eric Formen —Rodrigo Molina en la versió xilena—, mor en un accident automobilístic el 4 d'abril de 2009. |

## Paròdies
El programa del bloc Adult Swim: Robot Chicken va fer un curt titulat That 00's Show, una espècie de tribut mostrant com les properes generacions es burlarien de la generació dels anys 2000.

## Elenc
| Personatge      | Actor original —Estats Units                                                     | Aquellos Maravillosos 70 Actor de veu —Espanya | El Show de los 70 Actor de veu —Hispanoamèrica |
| --------------- | -------------------------------------------------------------------------------- | ---------------------------------------------- | ---------------------------------------------- |
| Eric Forman     | Topher Grace -Temporada 1/Temporada 7/ultimo episodi (no acreditat) temporada 8- | Pablo Sevilla                                  | Irwin Daayán                                   |
| Donna Pinciotti | Laura Prepon -Temporada 1/Temporada 8-                                           | Adelaida López i Pilar Martín (substitució)    | Laura Torres                                   |
| Steven Hyde     | Danny Masterson -Temporada 1/Temporada 8-                                        | Eduardo Bosch                                  | José Antonio Macías                            |
| Michael Kelso   | Ashton Kutcher -Temporada 1/Temporada 7/5 episodis en la temporada 8-            | Juan Antonio García Sainz de la Maça           | Ricardo Mendoza                                |
| Jackie Burkhart | Mila Kunis -Temporada 1/Temporada 8-                                             | Sandra Jara                                    | Cristina Hernández                             |
| Fes             | Wilmer Valderrama -Temporada 1/Temporada 8-                                      | Pablo Tribaldos                                | Eduardo Garsa                                  |
| Xarxa Forman    | Kurtwood Smith -Temporada 1/Temporada 8-                                         | Luis Mas                                       | Gerardo Reyero                                 |
| Kitty Forman    | Debra Jo Rupp -Temporada 1/Temporada 8-                                          | Chelo Vivaris                                  | Magda Giner                                    |
| Laurie Forman   | Lisa Robin Kelly Christina Moore                                                 | Yolanda Pérez Segoviano                        | Gabriela Willert                               |
| Midge Pinciotti | Tanya Roberts                                                                    | Begoña Hernando                                | Yolanda Vidal                                  |

## Episodis
| Temporada | Temporada | Episodis | Data d'estrena         | Data d'estrena       |
| Temporada | Temporada | Episodis | Començament            | Final                |
| --------- | --------- | -------- | ---------------------- | -------------------- |
|           | 1         | 25       | 22 d'agost de 1998     | 26 de juliol de 1999 |
|           | 2         | 26       | 28 de Setembre de 1999 | 22 de maig del 2000  |
|           | 3         | 25       | 3 d'Octubre del 2000   | 22 de maig de 2001   |
|           | 4         | 27       | 25 de Setembre de 2001 | 21 de maig de 2002   |
|           | 5         | 25       | 17 de Setembre de 2002 | 14 de maig de 2003   |
|           | 6         | 25       | 29 d'Octubre de 2003   | 19 de maig de 2004   |
|           | 7         | 25       | 8 de Setembre de 2004  | 18 de maig de 2005   |
|           | 8         | 22       | 2 de novembre de 2005  | 18 de maig de 2006   |

## Remake

### Days like these
Article principal: Days like these (TV series)

## Projectes relacionats

### That '80s Show
Article principal: That '80s Show

### That '90s Show
Article principal: That '90s Show
Netflix va produir un spin-off de la sèrie, titulat That '90s Show, amb Kurtwood Smith i Debra Jo Rupp reprenent els seus papers de Red i Kitty Forman, respectivament. A partir de juliol de 2024, va tenir dues temporades, de nou produïdes per The Carsey-Werner Company, amb Gregg Mettler actuant com showrunner i Bonnie Turner, Terry Turner, la seva filla Lindsay Turner, Marcy Carsey, Tom Werner, Smith i Rupp com a productors executius. Topher Grace (Eric Forman), Mila Kunis (Jackie Burkhart), Ashton Kutcher (Michael Kelso), Laura Prepon (Donna Pinciotti), Wilmer Valderrama (Fez), Tommy Chong (Bob Pinciotti), Jim Rash (Fenton) i Seth Green (Mitch Miller), van tornar a interpretar els seus papers com a estrelles convidades a la sèrie. Es va estrenar a Netflix el 19 de gener de 2023.

## Espectadors als EUA per temporades
| Temporada | Temporada | Episodis | Estrena                | Final                | Classificació | Espectadors—en milions |
| --------- | --------- | -------- | ---------------------- | -------------------- | ------------- | ---------------------- |
| 1         | 1998–1999 | 25       | 23 d'agost de 1998     | 26 de juliol de 1999 | #49           | 11.7                   |
| 2         | 1999–2000 | 26       | 28 de setembre de 1999 | 22 de maig de 2000   | #66           | 9.06                   |
| 3         | 2000–2001 | 25       | 3 d'octubre de 2000    | 22 de maig de 2001   | #67           | 9.1                    |
| 4         | 2001–2002 | 27       | 25 de setembre de 2001 | 21 de maig de 2002   | #58           | 11.1                   |
| 5         | 2002–2003 | 25       | 30 d'agost de 2002     | 14 de maig de 2003   | #54           | 10.06                  |
| 6         | 2003–2004 | 25       | 29 d'octubre de 2003   | 19 de maig de 2004   | #49           | 11.04                  |
| 7         | 2004–2005 | 25       | 8 de setembre de 2004  | 18 de maig de 2005   | #85           | 7.0                    |
| 8         | 2005–2006 | 22       | 2 de novembre de 2005  | 18 de maig de 2006   | #103          | 5.8                    |

## Premis
Al llarg de la seva carrera, la sèrie va ser nominada a un nombre substancial de premis, incloent 16 premis Emmy Primetime. L'única victòria per a la sèrie en aquest esdeveniment va ser el 1999, quan Melina Root va ser guardonada amb l'Emmy per Disseny de vestuari excepcional per a una sèrie per "That Disco Episode". A més, el programa va ser nominat per a un gran nombre de premis Teen Choice, amb Ashton Kutcher i Wilmer Valderrama guanyant en tres ocasions.

### Premis ALMA
- 1999: Actor destacat - Sèrie de comèdia (Wilmer Valderrama per interpretar "Fez", nominat)
- 2000: Actor excel·lent - Sèrie de Comèdia (Wilmer Valderrama, nominat)
- 2001: Actor excel·lent - Sèrie de Comèdia (Wilmer Valderrama, nominat)
- 2002: Actor excel·lent - Sèrie de comèdia (Wilmer Valderrama, nominat)
- 2006: Guió destacat - Sèries de comèdia o drama (per "Street Fighting Man", nominada)
- 2006: Actor secundari destacat - Sèrie de televisió (Wilmer Valderrama, nominat)

### Premis de Coreografia Americana
- 2002: Assoliment destacat a la televisió - Episòdic o Sitcom (per "That '70s Musical", va guanyar)

### Societat Americana de Compositors, Autors i Editors
- 1999: Top Television Series (guanyat)

### Casting Society of America
- 1999: Millor Càsting - Comèdia Episòdica (nominada)
- 1999: Millor Càsting - Pilot de Sèries de Comèdia (nominat)

### Gremi de Dissenyadors de Vestits
- 1999: Sèries de televisió de període i fantasia (Melina Root, nominada)
- 2000: Sèries de televisió de període i fantasia (Melina Root, nominada)
- 2002: Sèries de televisió de període i fantasia (Melina Root, nominada)
- 2005: Sèries de televisió de període i fantasia (Melina Root, nominada)

### Premis GLAAD Media
- 1998: Outstanding TV Individual Episodi (per "Eric's Buddy", nominada)

### Premis al MAQUILLATGE D'Artista de Hollywood i al Gremi d'Estilistes de Perruqueria
- 2000: Millor estil de cabell periòdic - Televisió (per a un únic episodi d'una sèrie regular - Sitcom, Drama o Daytime) (guanyat)
- 2001: Millor estil de cabell període - Televisió (per a un únic episodi d'una sèrie regular - Sitcom, Drama o Daytime) (guanyat)
- 2004: Millor estil de cabell període - Sèrie de televisió (nominada)

### Premis d'elecció per a nens
- 2004: Actor de televisió favorit - Ashton Kutcher (nominada)
- 2005: Actor de televisió favorit - Ashton Kutcher (nominada)
- 2006: Actor de televisió favorit - Ashton Kutcher (nominada)

### Premis d'elecció de les persones
- 2005: comèdia televisiva preferida (nominada)
- 2006: comèdia televisiva preferida (nominada)

### Premis Emmy Primetime
- 1999: Disseny de vestuari excepcional per a una sèrie- Melina Root (per "That Disco Episode", va guanyar)
- 1999: Estil de cabells excel·lent per a una sèrie (nominat)
- 2000: Maquillatge destacat per a una sèrie (nominat)
- 2000: Perruqueria excepcional per a una sèrie (nominada)
- 2001: Estil de cabells excel·lent per a una sèrie (nominat)
- 2002: Direcció d'Art per a una sèrie multicàmera (nominada)
- 2002: Vestuaris destacats per a una sèrie (nominats)
- 2003: Direcció d'Art per a una sèrie multicàmera (nominada)
- 2003: Vestuaris destacats per a una sèrie (nominats)
- 2003: Millor mescla de so multicàmera per a una sèrie o especial (nominat)
- 2004: Vestuaris destacats per a una sèrie (nominats)
- 2004: Edició d'imatges multicàmera per a una sèrie (nominada)
- 2005: Direcció d'Art per a una sèrie multicàmera (nominada)
- 2005: Edició d'imatges multicàmera per a una sèrie (nominada)
- 2005: Mescles de so multicàmera destacades per a una sèrie o especial (nominat)
- 2006: Edició d'imatges multicàmera per a una sèrie (nominada)

### Premis Teen Choice
- 1999: TV - Breakout Performance (Topher Grace, nominat)
- 1999: TV - Breakout Performance (Laura Prepon, nominada)
- 1999: TV - Choice Comedy (nominada)
- 2000: TV - Opció d'actor (Topher Grace, nominat)
- 2000: TV - Actriu d'elecció (MilKunis, nominat)
- 2000: TV - Choice Comedy (nominada)
- 2000: TV - Choice Sidekick (Danny Masterson, nominada)
- 2001: TV - Opció d'actor (Topher Grace, nominat)
- 2001: TV - Actor d'elecció (Ashton Kutcher, nominat)
- 2001: TV - Actriu d'elecció (Mila Kunis, nominada)
- 2001: TV - Choice Comedy (nominada)
- 2002: TV - Opció d'actor (Topher Grace, nominat)
- 2002: TV - Actor d'elecció (Ashton Kutcher, nominat)
- 2002: TV - Actriu d'elecció (Mila Kunis, nominada)
- 2002: TV - Actriu d'elecció (Laura Prepon, nominada)
- 2002: TV - Choice Comedy (nominada)
- 2002: TV - Choice Sidekick (Wilmer Valderrama, nominat)
- 2003: TV - Opció d'actor (Topher Grace, nominat)
- 2003: TV - Choice Actor (Ashton Kutcher, guanyador)
- 2003: TV - Actriu d'elecció (Mila Kunis, nominada)
- 2003: TV - Choice Comedy (nominada)
- 2003: TV - Choice Sidekick (Wilmer Valderrama, guanyador)
- 2004: TV - Opció Actor (Topher Grace, nominat)
- 2004: TV - Opció Actor (Ashton Kutcher, guanyador)
- 2004: TV - Actriu d'elecció (Mila Kunis, nominada)
- 2004: TV - Choice Comedy (nominada)
- 2004: TV - Choice Sidekick (Wilmer Valderrama, nominat)
- 2005: TV - Choice Actor (Ashton Kutcher, guanyador)
- 2005: TV - Actriu d'elecció (Mila Kunis, nominada)
- 2005: TV - Choice Comedy (nominada)
- 2005: TV - Choice Sidekick (Wilmer Valderrama, guanyador)
- 2006: TV - Choice Actor (Wilmer Valderrama, guanyador)
- 2006: TV - Actriu d'elecció (Mila Kunis, nominada)
- 2018: TV - Choice Throwback Show (nominat)

### Premi a la guia de TV
- 1999: Sèries noves preferides (nominades)

### Premi Artista Jove
- 1999: Millor actuació en una sèrie de televisió - Young Ensemble (nominat)
- 1999: Millor actuació en una sèrie de televisió - Donant suport a Jove Actor (Ashton Kutcher, nominat)
- 1999: Millor actuació en una sèrie de televisió - Donant suport a Jove Actor (Wilmer Valderrama, nominat)
- 1999: Millor actuació en una sèrie de televisió - actor principal jove (Topher Grace, nominat)
- 2000: Millor actuació en una sèrie de comèdia televisiva - Millor actriu jove (Mila Kunis, nominada)
- 2001: Millor actuació en una sèrie de comèdia televisiva - Millor actriu jove (Mila Kunis, nominada)
- 2004: Millor actuació en una sèrie de televisió - Convidada protagonitzada per la jove actriu (Aria Wallace, nominada)

### Premi YoungStar
- 1999: Millor actuació d'una jove actriu en una sèrie de televisió de comèdia (Mila Kunis, guanyadora)
- 2000: Millor actriu jove/performance en una sèrie de televisió de comèdia (Mila Kunis, guanyador)